# مطرح مطروح (فلم)
مطرح مطروح هو فيلمٌ مصريٌ أُنتج عام 2023. ويشارك فيه النجم العالمي سكوت أدكنز ("بويكا")، وهي ثاني مرة يشارك فيها في فيلم مصري بعد فيلم حرب كرموز مع أمير كرارة عام 2018. وبدأ عرضه في 19 يوليو 2023. أول أيام السنة الهجرية 1445 هـ.
لم يحقق الفيلم نجاحاً تجارياً، مما أدى لرفعه من دور العرض.
اسم الفيلم هو تلاعب لفظي بالعبارة المصرية مطرح ما تروح (أي أينما تذهب).

## القصة
شاب أجنبي (بويكا) يعيش في مصر في فترة الأربعينيات، وله العديد من الأصدقاء فيها، لكنه يضطر إلى الدخول في عدة صراعات.